# Боротьба в олії
Боротьба в олії (тур. Yağlı güreş), також відома як масляна боротьба — традиційний турецький вид спорту, в якому учасників називають pehlivan (борці) або başpehlivan (головні борці), що змагаються вимазаними в олії на полігоні під назвою ер мейдані (тур. er meydanı).
Двобої вимазаних в олії спортсменів проводили стародавні громади ще 4500 років тому у Фракії та на Балканах. Коли Османська імперія поширилася на Європу, змагання з цієї боротьби проводилися урочисто аж до сучасності.
На відміну від олімпійської боротьби, матчі з боротьби в олії можна виграти, досягнувши ефективного утримання кішпету. Таким чином, пехліван прагне контролювати свого супротивника, просовуючи руку через кісбет останнього. Перемога за допомогою цього ходу називається тур. paça kazık, трансліт. пача казік. Спочатку поєдинки не мали встановленої тривалості та могли тривати один або два дні, доки один гравець не зміг встановити свою перевагу, але в 1975 році тривалість була обмежена 40 хвилинами для категорії башпехліван і 30 хвилинами для категорії пехліван. Якщо переможця немає, гра продовжується ще на 15 хвилин у категорії башпехліванів або 10 хвилин для пехліванів, де ведеться підрахунок очок для визначення переможця.
Щорічний турнір з киркпінаруу, який проводиться в Едірне в турецькій Фракії з 1346 року, є найстарішим спортивним змаганням у світі, що проводиться безперервно і має дозвіл на проведення. Фестивалі боротьби обмащених борців також відбуваються в регіонах Болгарії, населених турками (Лудогір’я та Родопи), а також у північній Греції у Східній Македонії (Сере) і Західній Фракії (Родопи).

## Історія
Турецьке слово «боротьба» походить від огузьких тюркських мов, які беруть свій початок із євразійських степів. Після завоювання Анатолії турками-сельджуками була популяризована форма традиційної вільної боротьби під назвою каракучак (дослівно «обійми землі»), в якій борці одягали спеціальний шкіряний одяг і починали змагання, обливаючи тіло оливковою олією. Ця форма еволюціонувала до того, що зараз відомо як яґлі гюрешу або турецька боротьба в олії. В Османській імперії борців тренували в спеціальних школах, що називалися текке (تکیه), що були як спортивними, так і духовними центрами.

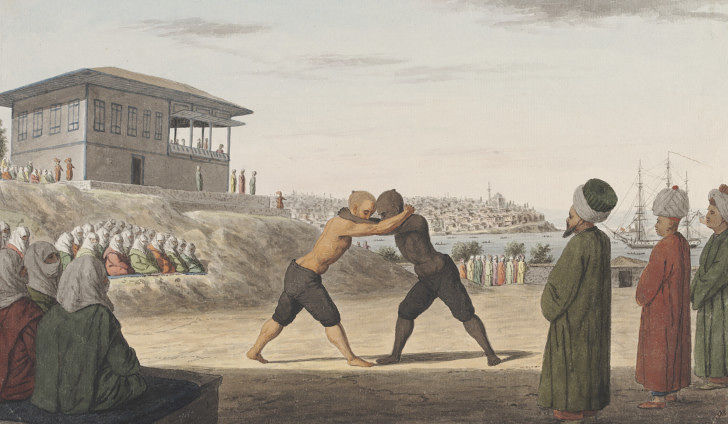
Гра у боротьбу в олії в садах палацу Топкапи

Олійна боротьба сягає своїм корінням стародавніх Шумеру та Вавилону. Споріднені форми фолькльорної боротьби, яку практикують тюрки, зустрічаються по всій Західній Євразії (тобто в Європі та Центральній Азії) під назвами куреш, хуреш, кураш тощо. Греко-римські традиції також вказують на практику боротьби в мастилі.
Перед поєдинками, борці змащують одне одного олією на знак рівноваги та взаємної поваги. Якщо чоловік перемагає старшого суперника, він цілує йому руку (знак поваги до старших у Туреччині).
Матчі періодично проводяться по всій Туреччині, але на початку літа близько 1000 учасників збираються на щорічний триденний турнір з киркпінару, щоб визначити, хто стане переможцем, або башпехліваном («головним борцем») Туреччини. Відомості з османських хронік і документів свідчать про те, що змагання в Киркпінарі проводяться щороку з 1362 року. Книга рекордів Гіннеса визнає це найстарішим у світі спортивним змаганням, яке постійно дозволяють проводити. Ігри скасовувалися лише близько 70 разів. У 1924 році їх перенесли на теперішнє місце після Балканських воєн, приблизно за 35 км з початкового місця.
За межами Туреччини проводяться деякі організовані змагання з масляної боротьби, зокрема ті, що регулюються Королівською голландською федерацією силових видів спорту (Koninklijke Nederlandse Krachtsport en Fitnessfederatie (KNKF)) в Нідерландах.

## Відомі пехлівани

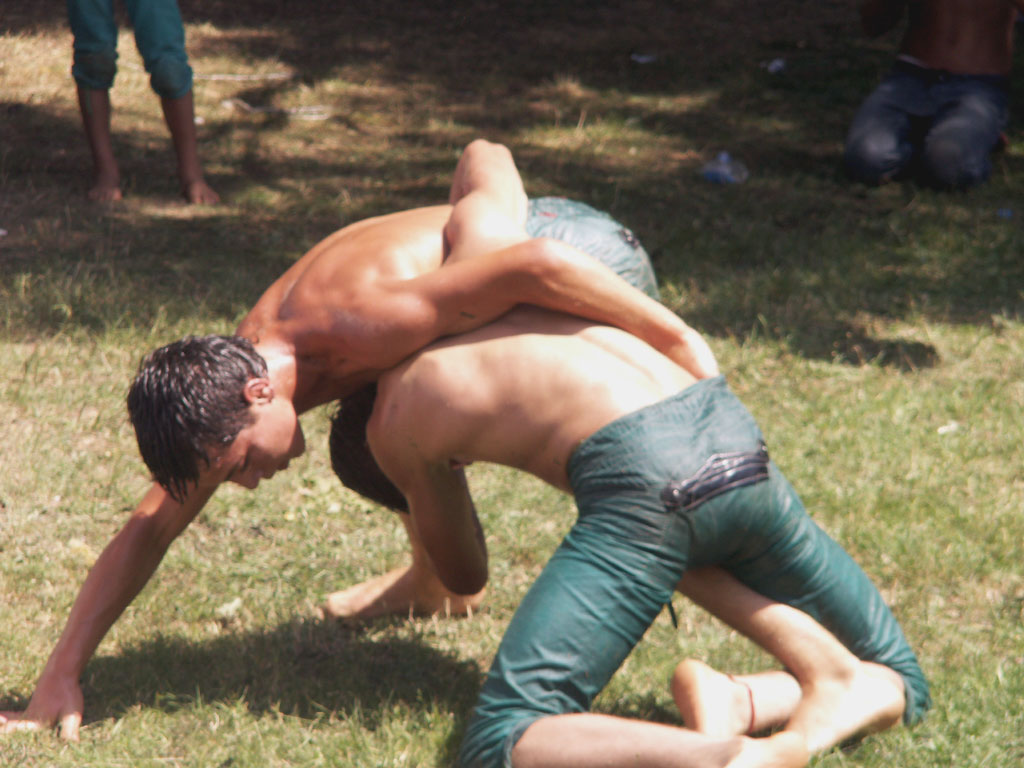
Обмащені борці

- Кел Алісо
- Юсуф Ісмаїл(інші мови)
- Адалі Халіл
- Гергелечі Ібрагім(інші мови)
- Кизилджиклі Махмут(інші мови)
- Куртдерелі Мехмет(інші мови)
- Кара Алі з Бандирми
- Текірдаґлі Хюсейн
- Ібрагім Карабачак
- Ахмет Ташчі
- Реджеп Кара
- Алі Гюрбюз
- Ісмаїл Балабан
- Орхан Окулу
- Фатіх Атлі
- Мехмет Єшільєшіл
- Осман Айнур

## Відомі аги
- Сулейман Шахін (1967-68)
- Газанфер Більге (1969-70)
- Альпер Язоглу (1991-93) •
- Хюсейн Шахін (1995–1998) •
- Сейфеттін Селім (2009-13) •

 •  Ці аги були нагороджені золотим поясом.

## Пешрев

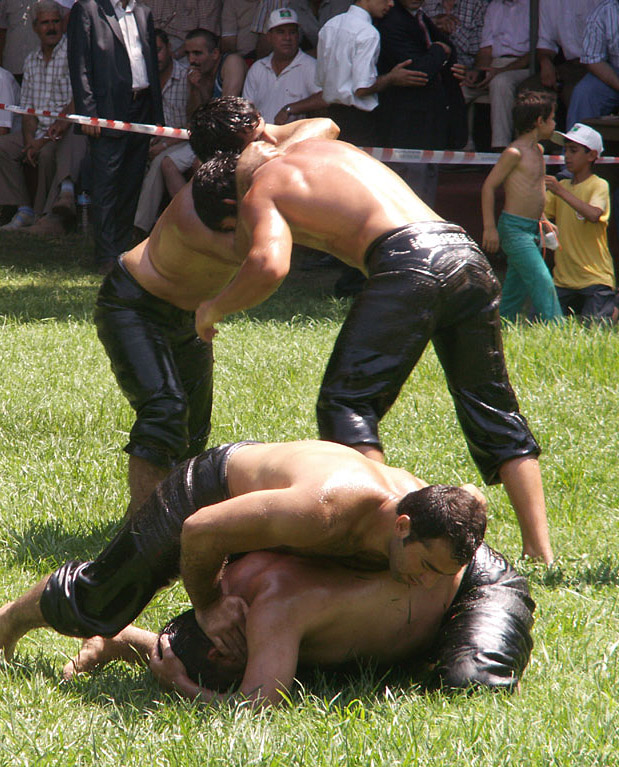
Фотографія масляної боротьби у Туреччині

Найважливішим з ритуалів є peşrev, театралізований вступ до боротьби, молитва та розминка водночас. Такий ритуал існує і в інших видах турецької традиційної боротьби (наприклад, каракучак, аба гюрешу), але вони набагато простіші та не мають великого символізму. На початку першева борці шикуються в ряди з головним пехліваном (башпехліваном, переможцем попередніх змагань) праворуч. Потім борці дивляться в бік Кібла; беруть праву руку суперника у свою праву руку, ліву руку суперника в свою ліву руку і слухають молитву чазґір. Тримаючи один одного за руки, вони промовляють: «Ти для мене більше ніж брат; ти мій товариш у священній війні, у боротьбі на шляху мучеництва (şehadet; шехадет). Ми як герої Алі та Селім, які стали засновниками киркпінару, ми тепер їхні представники».

## Кішпет
Одяг борця складається лише зі шкіряних штанів нижче коліна, які називаються тур. kıspet, трансліт. кішпет, що походить від арабського слова kiswa, і відповідає мінімальному стандарту скромності мусульманських чоловіків, де одяг починається від пояса і спускається трохи нижче коліна, прикриваючи їхній аврат. Саме слово прийшло в османську мову через перську. До 1960-х років кішпети виготовлялися зі шкіри буйволів і важили 12-13 кг. Зараз вони зазвичай виготовляються з телячої шкіри та важать близько 1,8 кг або 2,5 кг при змащенні маслом.

## Правила
За правилами масляної боротьби програв той борець, спина якого торкнулася землі в результаті дій суперника (що фолькльорно зветься «показати живіт зіркам»); або торкається землі обома ліктями, або ліктем і рукою Перемагає той борець, який підніме суперника і пронесе його на три кроки або покрутить навколо себе. Якщо кішпет борця стягують (оголюючи його геніталії), він також програє, хоча програш за таких обставин малоймовірний.
До 1975 року тривалість кожного борцівського поєдинку була необмеженою, що було дуже незручно з організаційної точки зору змагань, оскільки поєдинки могли затягуватися на години. Зараз же боротьба обмежена 30 хвилинами у молодих категоріях і 40 хвилинами для майстрів. Переможець фінального турніру отримує звання башпехлівана та грошову винагороду. Пехліван, який перемагав три роки поспіль, нагороджується золотим поясом. Переможці, які посідають друге та третє місця, також нагороджуються, а всі пехлівани-учасники отримують «гроші на дорогу».